# هانا شیگولا
هانا شیگولا (به آلمانی: Hanna Schygulla) بازیگر و خوانندهٔ آلمانی است.
وی به مدت طولانی شریک زندگی کارگردان تئاتر و سینما راینر ورنر فاسبیندر بوده‌است، کسی که برای اولین بار در سال ۱۹۶۵ با وی کار کرده بود.
وی عمدتاً یکی از مشهورترین بازیگران موج نوی سینمای آلمان محسوب می‌شود. وی تاکنون در ۳۸ فیلم سینمایی بازی کرده‌است.

## فیلم‌شناسی
فهرست برخی از فیلم‌هایی که هانا شیگولا در آنها بازی کرده‌است:
- تاجر چهار فصل
- حرکت اشتباه
- مرگ دوباره
- دختر رویاهای شما
- لبه بهشت
- دایره فریب
- کازانووا
- برای همیشه، لولو
- ورشو، سال ۵۷۰۳